# 이영옥 (정치인)
이영옥(李英玉, 1959년 10월 28일 ~ )은 대한민국의 제8대 경상북도 포항시의원이었다.

## 학력
- 한동대학교 경영학과 졸업

## 경력
- BBS 포항지부 이사
- 포항시 교육모니터 위원
- 걸스카웃 포항지회 이사
- 포항시 육상연맹 부회장
- 한빛라이온스클럽 이사
- 포항시 중앙동 자생단체협의 회장
- 포항시 중앙동 개발자문위원장
- 제19대 대통령 선거 자유한국당 중앙선거대책위원회 조직특보
- 상도중·세명고등학교 운영위원회 부위원장
- 대도초·유성여고 학교운영위원장
- 경상매일 상생포럼 총동문회장
- 경상매일 상생포럼 총동문회장
- 자유한국당 여의도연구원 정책자문위원회 정치발전분과위원
- 자유한국당 경북도당 홍보부위원장
- 자유한국당 경북도당 포항시 북구 당원협의회 부위원장
- 2018.07 ~ 2019.10 제8대 경상북도 포항시의회 의원
- 2018.07 ~ 2019.10 제8대 경상북도 포항시의회 전반기 복지환경위원회 위원
- 2018.07 ~ 2019.10 제8대 경상북도 포항시의회 전반기 의회운영위원회 위원
- 2018.07 ~ 2019.10 제8대 경상북도 포항시의회 전반기 건설도시위원회 위원
- 2018.07 ~ 2019.10 제8대 경상북도 포항시의회 전반기 예산결산특별위원회 부위원장

## 공직선거법 위반
자유한국당 이영옥 의원의 전 선거사무장이 구속되어 징역 10월, 벌금 200만원을 선고 받았다. 공직선거법에서 선거법 위반으로 당선인의 직계 존비속, 배우자, 선거사무장, 회계책임자 중 한명이라도 300만원 이상의 벌금형이나 징역형이 확정되면 당선인 본인도 공직을 상실한다. 항소심에서도 당선무효형이 선고되었다. 2019년 10월 17일, 대법원에서 이영옥 의원의 선거사무장에 대해 당선무효형 판결을 확정하면서 이영옥 의원도 의원직을 잃었다.

## 역대 선거 결과
| 실시년도 | 선거      | 대수 | 직책   | 선거구               | 정당       | 득표수  | 득표율          | 순위 | 당락 | 비고           |
| -------- | --------- | ---- | ------ | -------------------- | ---------- | ------- | --------------- | ---- | ---- | -------------- |
| 2018년   | 지방 선거 | 8대  | 시의원 | 경북 포항시 마선거구 | 자유한국당 | 5,566표 | \| \| 29.67% \| | 2위  |      | 초선, 민선 7기 |
|          | 29.67%    |      |        |                      |            |         |                 |      |      |                |